# Brennan Othmann
Brennan Othmann (Scarborough, Ontario, 5 de enero de 2003) es un jugador profesional canadiense de hockey sobre hielo que se desempeña en la posición de extremo izquierdo en New York Rangers, equipo de la National Hockey League (NHL).

## Carrera
Fue seleccionado en la primera ronda en la NHL Entry Draft de 2021. En 2023 hizo su debut profesional con el equipo New York Rangers, donde lleva jugando una temporada.